# Písňový text

Notový zápis s písňovým textem lidové písně Ach synku, synku

Písňový text je nehudební složka písně, tedy její slova. Obecně se jí může označovat i textová složka rozsáhlejšího hudebního díla nebo její část – písňové texty jsou pak součástí libreta. Pokud text vzniká přímo za účelem hudebního díla, je jeho autorem textař, případně libretista, který obvykle přímo spolupracuje se skladatelem, jenž se stará o hudební složku. Často je ale jako písňový text převzata hotová báseň, která je jen zhudebněna. Někdy bývá textař zároveň skladatelem. To je obvyklé zejména u písničkářů, kteří jsou zároveň i interprety, jak je běžné například ve folku.
Písňové texty jsou součástí literatury. Učí se o nich tedy v rámci literatury ve škole a také za ně jsou udělována literární ocenění. Například americký písničkář Bob Dylan získal v roce 2016 Nobelovu cenu za literaturu právě za svoji písňovou tvorbu.
Autor textu má k své tvorbě stejně jako autor melodie svá autorská práva. Někdy je ovšem autor písňového textu neznámý, což je typické u lidových písní.